# نظامی‌نما

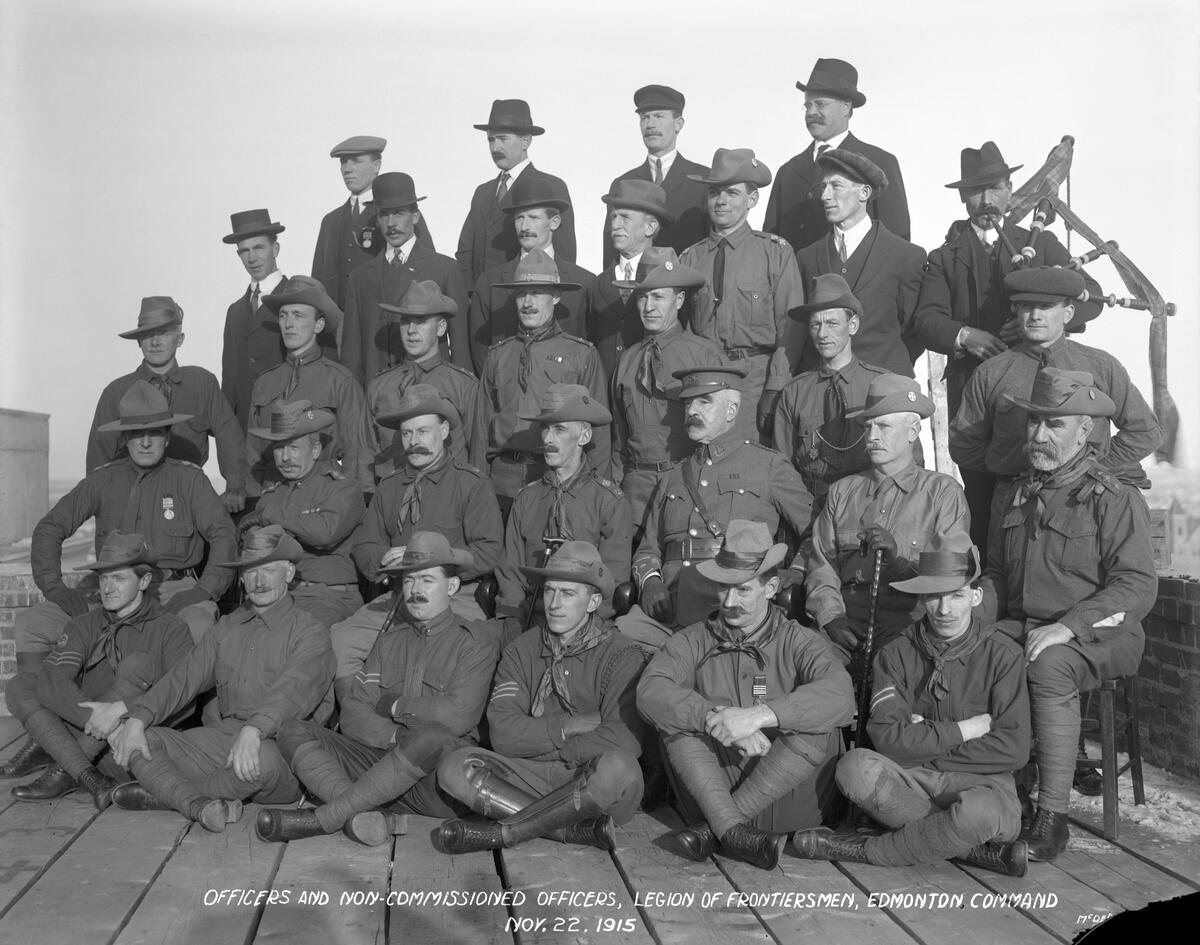
قشون مرزداران (Legion of Frontiersmen)، فرماندهی ادمونتون، ۱۹۱۵ - یک گروه نظامی‌نمای میهن پرست که به‌طور جزئی از ارتش کانادا نبودند.

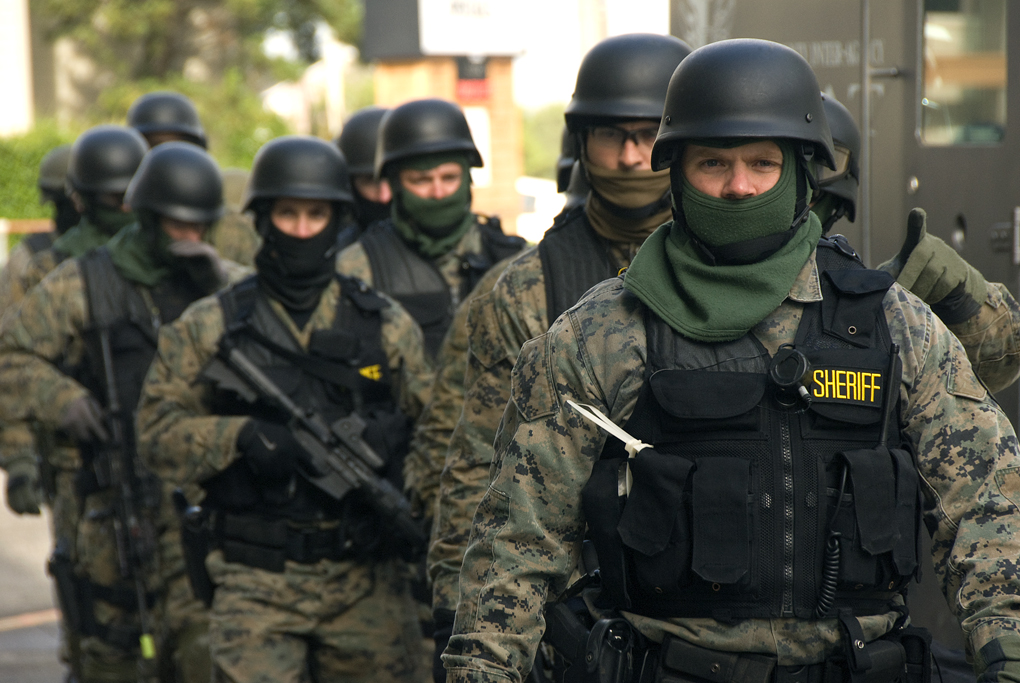
گروه ویژه تاکتیکی کلانتری اورگون با تجهیزات کامل تاکتیکی، ۲۰۰۹

سازمان نظامی‌نما (به انگلیسی: Paramilitary) یک نیروی شبه‌نظامی است که دارای ساختار سازمانی، تاکتیک، آموزش و عملکردی شبیه به یک ارتش حرفه‌ای است با این‌حال تفاوت اصلی آنها این است که به‌طور رسمی جزئی از نیروهای مسلح یک کشور به‌حساب نمی‌آیند.